# André Mellenne
André Mellenne (né le 19 avril 1893 à Formerie (Oise), mort le 22 janvier 1961 à Venette) est un homme politique français.

## Biographie
Clerc de notaire, il entre en politique en étant élu maire radical de Venette (commune limitrophe de Compiègne) en 1924, mandat qu'il conserve pendant le régime de Vichy, et jusqu'en 1945.
Élu député de l'Oise à l'occasion d'une élection législative partielle, en novembre 1935, il siège au sein du groupe du parti républicain, radical et radical-socialiste.
Réélu l'année suivante, comme candidat radical du Front populaire, il n'a pas, au palais Bourbon, une activité très intense.
En 1940, il ne vote pas les pleins pouvoirs au maréchal Pétain car il s’en excuse dans un télégramme. Publication faite au journal officiel page 5286 du 24 août 1945. Ci après le texte du journal officiel.
Le jury d’honneur,

## Sources
- « André Mellenne », dans le Dictionnaire des parlementaires français (1889-1940), sous la direction de Jean Jolly, PUF, 1960 [détail de l’édition]